# Маккартизм
Маккарти́зм (англ. McCarthyism — по фамилии сенатора Джозефа Рэймонда Маккарти), также известный как «Охота на ведьм» — общественное движение в США, существовавшее в период с конца 1940-х по 1957 год. Сопровождалось обострением антикоммунистических настроений и политическими репрессиями против «антиамерикански настроенных» граждан. Термин был впервые использован карикатуристом газеты «The Washington Post» Херблоком в начале 1950-х годов.

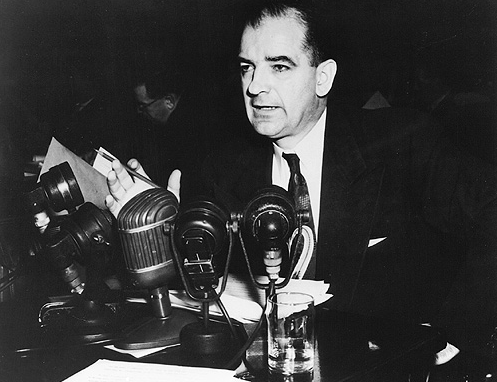
Джозеф Реймонд Маккарти

## Истоки
Указ президента США Гарри Трумэна № 9835 от 21 марта 1947 года требовал, чтобы все служащие федеральной государственной службы проходили проверку на «лояльность». В приказе говорилось, что одним из оснований для определения нелояльности будет установление «членства, принадлежности или симпатий» к любой организации, которую генеральный прокурор сочтёт «тоталитарной, фашистской, коммунистической или подрывной», либо пропагандирующей или одобряющей решительное отрицание конституционных прав других лиц или стремление «изменить форму правления США неконституционными средствами».
Маккартизм начался задолго до участия в нём самого Джозефа Маккарти, этой эпохе способствовали множество факторов, некоторые из них уходят корнями в Первую красную угрозу (1917-20), вдохновленную появлением в стране коммунизма как признанной политической силы и связанными с профсоюзной и анархической деятельностью широкомасштабных социальных потрясений. Отчасти благодаря своим успехам в организации профсоюзов и ранней оппозиции фашизму, а также предложению альтернативы бедам капитализма во время Великой депрессии, в 1930-е годы Коммунистическая партия США активно увеличивала число своих членов, достигнув пика примерно в 75 тысяч в 1940—1941 годы. Пока США участвовали во Второй мировой войне в союзе с СССР, проблема антикоммунизма в значительной степени замалчивалась. С окончанием боевых действий почти сразу же началась холодная война, поскольку СССР установил коммунистические режимы в занятых его армией в ходе войны странах Центральной и Восточной Европы. В своём обращении к Конгрессу в марте 1947 года Трумэн сформулировал новую внешнеполитическую доктрину, которая обязала США противостоять советской геополитической экспансии и подразумевала поддержку антикоммунистических сил в Греции, а затем в Китае и других странах.
Хотя в 1945 году дела Игоря Гузенко и Элизабет Бентли подняли вопрос о советском шпионаже, события 1949 и 1950 годов резко усилили связанное с коммунизмом чувство угрозы в США. Успешное испытание атомной бомбы в 1949 году Советским Союзом повысило ставки в Холодной войне. В том же году коммунистическая армия Мао Цзэдуна получила контроль над материковым Китаем, несмотря на мощную американскую финансовую поддержку Гоминьдана. В 1950 году началась Корейская война, в которой армия США, ООН и Южной Кореи выступили против поддерживаемой СССР и Китаем Северной Кореи.
В течение следующего 1950 года на Западе были обнаружены свидетельства возросшего советского шпионажа. В январе высокопоставленный чиновник Госдепартамента Элджер Хисс был признан виновным в даче ложных показаний, фактически он был признан виновным в шпионаже; срок давности по этому преступлению истёк, но он был признан виновным в лжесвидетельствовании, отрицая это обвинение в своих предыдущих показаниях перед комиссией по расследованию антиамериканской деятельности (HUAC). В Великобритании Клаус Фукс признался в шпионаже в пользу СССР во время работы над Манхэттенским проектом в Лос-Аламосской национальной лаборатории. Юлиус и Этель Розенберги были арестованы в США по обвинению в краже секретной информации по атомной бомбе и казнены в 1953 году.
Другие силы способствовали росту маккартизма. Более консервативные политики в США с целью посеять страх перед прогрессивными реформами, вроде законов о детском труде и избирательное право женщин, называли их «коммунистическими» или «красными заговорами». Они использовали аналогичные термины в 1930-е годы и во время Великой депрессии, выступая против политики «Нового курса» президента Франклина Рузвельта. Многие консерваторы приравнивали Новый курс к социализму или коммунизму и считали, что эта политика свидетельствует о якобы слишком большом влиянии коммунистических политиков в президентской администрации. В целом, опасность имевшего расплывчатое определение «коммунистического влияния» была более распространенной темой в риторике антикоммунистических политиков, чем шпионаж или любая другая конкретная деятельность.
Публичное участие Маккарти в этих вопросах началось с произнесённой речи в День Линкольна 9 февраля 1950 г. перед Республиканским женским клубом Уилинга в Западной Вирджинии. В ходе неё он размахивал листком бумаги, в котором, по его утверждению, содержался список известных на данный момент работающих в Госдепартаменте коммунистов. Обычно цитируют слова Маккарти: «У меня в руках список из 205 человек — список имен, которые были доведены до сведения госсекретаря как члены Коммунистической партии и которые, тем не менее, все ещё работают и формируют политику в Государственном департаменте». Эта речь вызвала интерес прессы к Маккарти и помогла ему стать одним из самых известных политиков в стране.
Первое зафиксированное употребление термина «Маккартизм» стала статья в газете Christian Science Monitor от 28 марта 1950 г. («Their little spree with McCarthyism is no aid to consultation»). Газета стала одной из первых и наиболее последовательных критиков сенатора. На следующий день в выпуске газеты The Washington Post появилась карикатура Герберта Блока (Herblock): четверо ведущих республиканских политика пытаются столкнуть слона (традиционный символ Республиканской партии) на платформу, стоящую на колеблющейся стопке из десяти ведер смолы, самое верхнее из которых имеет надпись «Маккартизм».

## Начало маккартистского движения

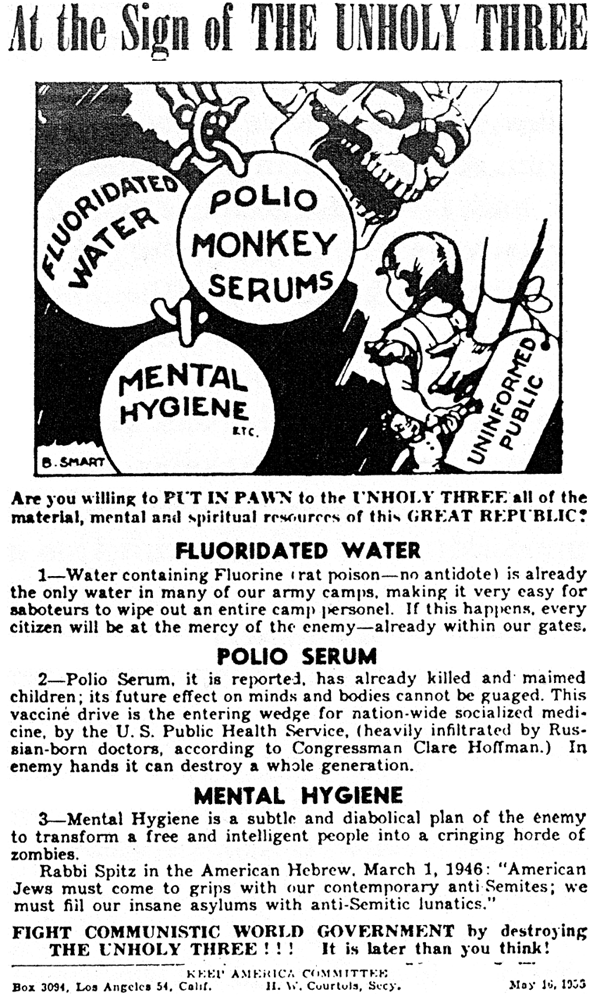
Флаер, выпущенный в мае 1955 года в США Комитетом «Сохраним Америку», призывающий «бороться с коммунистическим мировым правительством», выступая против программ общественного здравоохранения

9 февраля 1950 года после установления маоистского режима в Китае, оказавшего на американцев гнетущее впечатление, малоизвестный сенатор-республиканец от штата Висконсин Джозеф Маккарти выступил в городе Уилинг в Западной Вирджинии с речью, в которой заявлял, что в Государственном департаменте Соединённых Штатов число коммунистов достигло 205 человек. Имя сенатора сразу же появилось на первых полосах крупнейших газет, на радио и только получившем распространение телевидении. Именно с этого выступления и началась деятельность сенатора Маккарти, но он не был первым, кто начал заниматься расследованием советской деятельности в США. Комиссия по расследованию антиамериканской деятельности занималась этим ранее.
Многих политиков и сенаторов-республиканцев удивили и шокировали выдвинутые Маккарти обвинения в адрес высокопоставленных лиц. Помимо государственного секретаря Дина Ачесона Маккарти поставил под сомнение честность и преданность стране Джорджа Маршалла, что вызвало их резкое недовольство. Роберт Тафт и Ричард Никсон, напротив, благосклонно отнеслись к действиям сенатора и поддержали его.
Маккартизм проник во все сферы жизни американского общества. Причиной всех возникающих проблем маккартисты называли коммунизм. Прикрываясь антикоммунистическими настроениями, маккартисты также боролись с либеральной интеллигенцией, профсоюзами, а также с политикой переговоров с социалистическими странами. Взгляды маккартистов не совпадали со взглядами президента демократа Гарри Трумэна и его либерального окружения, которое не одобряло действий Маккарти. На этой почве возникала масса разногласий. Однако маккартисты все равно придерживались своего курса.
23 сентября 1950 года Конгресс США принял закон Маккарэна «О внутренней безопасности», который преодолел даже президентское вето. К 1950 году была также выработана система преследования инакомыслящих в СМИ. Летом 1950 года в промаккартистски настроенном еженедельнике «Контратака» был опубликован доклад «Красные каналы» о проникновении коммунистов на радио и телевидение. В докладе был перечислен 151 деятель искусств. Всем им были предъявлены требования либо уволиться, либо признаться в прокоммунистической деятельности.
В июне 1952 года, несмотря на многочисленные протесты и вето президента Трумэна, Конгрессом США был принят закон Маккарэна—Уолтера об ограничении миграции.

## Сближение Маккарти с Эйзенхауэром и возрастание влияния маккартизма
Маккарти как никто другой способствовал расширению использования телевидения в предвыборной пропаганде. К 1948 году на территории США количество работающих телестанций увеличилось более чем в три раза — с 7 до 23. Доля избирателей, имеющих доступ к телеэкрану, составила 50%. Маккарти поставил своей целью привести к власти республиканца Эйзенхауэра. После того как в 1952 году Эйзенхауэр был избран президентом США, влияние маккартизма усилилось настолько, что он почти стал официальным государственным курсом страны. Ещё в ходе предвыборной кампании президент заявлял, что он поддерживает усилия, предпринятые сенатором по «очистке правительства от коммунистов». Для того чтобы заручиться поддержкой республиканцев, Эйзенхауэр активно общался с маккартистами и с самим Маккарти, одобряя их антикоммунистическую деятельность, хотя на самом деле он не разделял их взгляды. Поэтому ожидания народа, что с приходом к власти нового республиканского президента «охота на ведьм» прекратится, не оправдались. Эйзенхауэр полностью попал под власть Маккарти, и 1953-й год стал «золотым годом» маккартизма, так как все препятствия со стороны президента были устранены. Маккартисты стали частью правящей партии и пытались сами управлять государством, а Маккарти оказался едва ли не самым влиятельным человеком в стране.
Теперь маккартисты проводили свои «расследования» через различные комиссии Конгресса. Сенатор Маккарти стал главой сенатской комиссии по правительственным операциям и Постоянного подкомитета по расследованиям. Его главные соучастники Г. Велд и У. Дженнер получили контроль над подкомиссией Сената по внутренней безопасности и Комиссией Палаты Представителей по расследованию антиамериканской деятельности.
Под контролем маккартистов оказалась вся судебная система, включая Верховный суд и министерство юстиции.
В 1954 году маккартисты принимают новый закон — «Акт 1954 года о контроле над коммунистами», известный также как закон Браунелла-Батлера. Согласно этому акту они объявляли коммунистическую партию незаконной, лишив её всех прав и привилегий, имевшихся у остальных партий. Кроме того, он запретил коммунистам получать заграничный паспорт.

## Телевидение против Маккарти. Конец его политической карьеры
Тем не менее ряд событий 1954 года стал началом конца политической карьеры Маккарти. В марте 1954 года известные телевизионные журналисты и общественные деятели демократы Эдвард Марроу и Фред Френдли в эфире программы «See It Now» (Си-Би-Эс) подвергли острой критике нарушения сенатором гражданских прав. Передача вызвала широкий общественный резонанс. Зёрна сомнения, брошенные Марроу, дали всходы в середине того же года, когда в течение нескольких недель общественности в прямом эфире были показаны слушания Постоянного подкомитета по расследованиям, где Маккарти допрашивал высокопоставленных военнослужащих, среди которых были и герои войны. Президент США Дуайт Д. Эйзенхауэр, несмотря на тесные дружеские связи с Маккарти, был вынужден публично осудить политическую инициативу сенатора. Против него выступили председатель республиканской партии Леонард Холл и министр обороны Стивенс. Консерватор Холл заявил: «Когда он начинает атаковать лиц, которые, как и он, борются против коммунизма, я не могу идти с ним». В ответ на скандальные слушания представители американских ВВС обвинили Маккарти в подтасовке фактов. Расследование обвинений, выдвинутых против деятельности сенатора, было поручено специальной Комиссии. В 1955 году Маккарти внёс в Сенат свою последнюю резолюцию касательно изменения строя в социалистических странах, отклонённую 77 голосами против 4. Слушания по его делу были завершены. Процесс не транслировался по радио и телевидению с целью исключить фигуру Маккарти из поля зрения общественности. Столь неожиданный поворот событий усугубил алкогольную зависимость, от которой политик страдал ранее. В 1957 сенатор Маккарти скончался от цирроза печени в больнице города Бетесда в возрасте 48 лет.
Борьба американского телевидения с маккартизмом отражена в фильме Дж. Клуни «Доброй ночи и удачи».

## Маккартизм в художественной и публицистической литературе
- Юлиан Семёнов. Экспансия I, Экспансия II и Экспансия III — см. Экспансия (цикл книг)
- Филип Рот. Мой муж-коммунист!
- Ирвин Шоу. Растревоженный эфир.
- Оппенгеймер (фильм). (2023)